# Till Lindemann
Till Lindemann (Lipcse, NDK, 1963. január 4. –) német énekes, dalszövegíró, zenész, színész, költő és pirotechnikus, leginkább a Rammstein együttes énekeseként és frontembereként ismert. Till felkerült a Roadrunner Records "Minden idők legjobb 50 metálfrontembere" c. listájára.

## Élete
Wendisch-Rambowban nőtt fel. Édesapja, Werner Lindemann és édesanyja, Brigitte (Gitta) Lindemann társírók. Az NDK-ban híres gyermekkönyvíróknak számítottak. Egy nála 6 évvel fiatalabb húga van. Lindemann gyermekkorában sikeres úszó volt, akit neveztek az 1980. évi nyári olimpiai játékokra is, ám végül mégsem indulhatott, mert az előtte megrendezett római Európa-bajnokság során engedély nélkül elhagyta a csapat szállodáját. Apja 1992-ben az alkoholizmus következtében elhunyt. 

## Család
Elvált, két gyermeke van. Miután első lánya, Nele megszületett, édesanyjával összeházasodtak, de hamar elváltak. Ettől kezdve egyedül nevelte lányát. Kosárfonással, saját üzletének vezetésével tartotta fenn magukat. Később megismerkedett második gyermekének édesanyjával, Anja Köselinggel.

## Pályafutása
Asztalosnak és kosárfonónak tanult. Zenei pályafutását a First Arsch nevű punkzenekarban kezdte dobosként, majd miután Berlinbe költözött. Öt zenésztársával, köztük Richard Z. Kruspével, megalapította a Rammstein zenekart. 1991 óta ír rendszeresen verseket, amelyek a zenekar dalaitól függetlenül is megjelennek. 2002-ben jelent meg Messer című verseskötete Gert Hof német rendezővel közösen, aki többek között a Rammstein színpadi előadásaiért felelős. A kötetben található versek 1995 és 2002 között születtek.

## Szexuális vádak ellene
2023 júniusában egy nő azzal a váddal állt elő, hogy egy orosz nő beszervezte őt a közösségi médián keresztül, azzal a céllal, hogy egy litvániai koncerten Lindemannnal szexuális aktust folytasson. Bár a Shelby Lynn nevű nő azt állította, hogy az italába drogot kevertek, majd egy színpad alatti helységben Lindemann elé vitték, későbbi vallomása szerint mégsem történt szexuális erőszak. A zenekar tagjai tagadták, hogy bármiféle jogelenes cselekedetet követtek volna el, de az eset után több másik nő is feljelentést tett Lindemann ellen, szexuális visszaélés miatt. A vádak következményeként a Rammstein változtatásokat vezetett be a müncheni öt nagykoncerten, felvettek egy válságtanácsadót, betiltották az úgynevezett "nulladik sort" és az afterparty-kat, valamint a nők számára külön sátrakat állítottak fel.

## Stúdióalbumok

### Rammstein
- Herzeleid (1995)
- Sehnsucht (1997)
- Mutter (2001)
- Reise, Reise (2004)
- Rosenrot (2005)
- Liebe ist für alle da (2009)
- Rammstein (2019)
- Zeit (2022)

### Lindemann
- Skills in Pills (2015)
- F & M (2019)

### Till Lindemann
- Zunge (2023)

## Magyarul megjelent művei
- 100 vers; ford. Rieckmann Tadeusz, Babiczky Tibor; Cser, Bp., 2023